# Huang Xiaoming

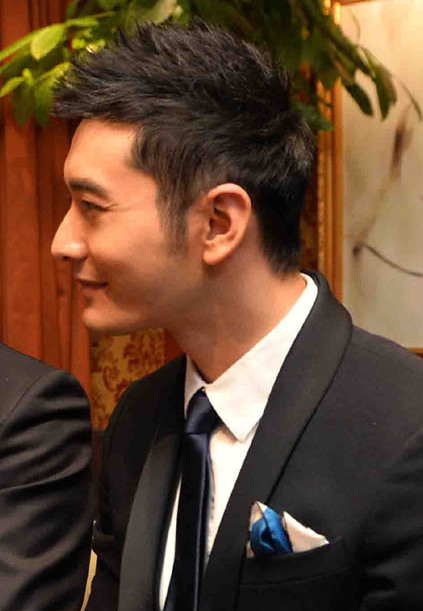
Huang Xiaoming, 2016

Huang Xiaoming (chinesisch 黃曉明 / 黄晓明, Pinyin Huáng Xiǎomíng; * 13. November 1977 in Qingdao, Volksrepublik China) ist ein chinesischer Schauspieler und Sänger.

## Leben
Er schloss im Jahr 2000 sein Schauspiel-Studium an der Pekinger Filmakademie ab. Bekannt wurde er 2003 durch seine Auftritte in drei Fernsehserien. Ende 2003 wurde er auf dem Weg zu einem Drehort im Gebirge bei einem Verkehrsunfall schwer verletzt. Dennoch kehrte er mit einer Halskrause schnell zum Filmset zurück.
Seine bekannteste Rolle war die des Yang Guo in der Fernsehserie The Return of the Condor Heroes von 2006 – 神雕侠侣,  Shéndiāo Xiálǚ. Außerdem spielte er den Kaiser Han Wudi in der Serie Dàhàn Tiānzǐ, 大汉天子 – und den Sohn eines Militärkommandanten im Film The Banquet aus dem gleichen Jahr.
2007 übernimmt Huang die Hauptrolle in Shanghai Bund – 新上海滩 Xīn Shànghǎi Tān. Das Lied am Ende des Dramas – 就算没有明天 Jiùsuàn Méiyǒu Míngtiān, Even if we don't have future together – singt er gemeinsam mit der weiblichen Hauptdarstellerin Sun Li.
Am 7. Juli 2007 trat er beim Live-Earth-Konzert in Shanghai auf. Er ist seit 2015 mit der Schauspielkollegin Angelababy verheiratet und beide haben einen gemeinsamen Sohn. Am 28. Januar 2022 verkündete das Paar nach etwa sechs Jahren Ehe offiziell ihre Scheidung.

## Filmografie (Auswahl)
- 2000: Míngliàng de Xín (明亮的心)
- 2005: Legend of the Dragon
- 2006: The Return of the Condor Heroes
- 2006: The Banquet (夜宴,  Yèyàn)
- 2007: Shanghai Bund
- 2007: Duke of Mount Deer
- 2008: The Sniper
- 2009: The Message (Feng Sheng)
- 2010: Ip Man 2
- 2018: Escape Plan 2: Hades
- 2020: The Eight Hundred